# Delegati dalla Virginia Occidentale al Congresso degli Stati Uniti d'America

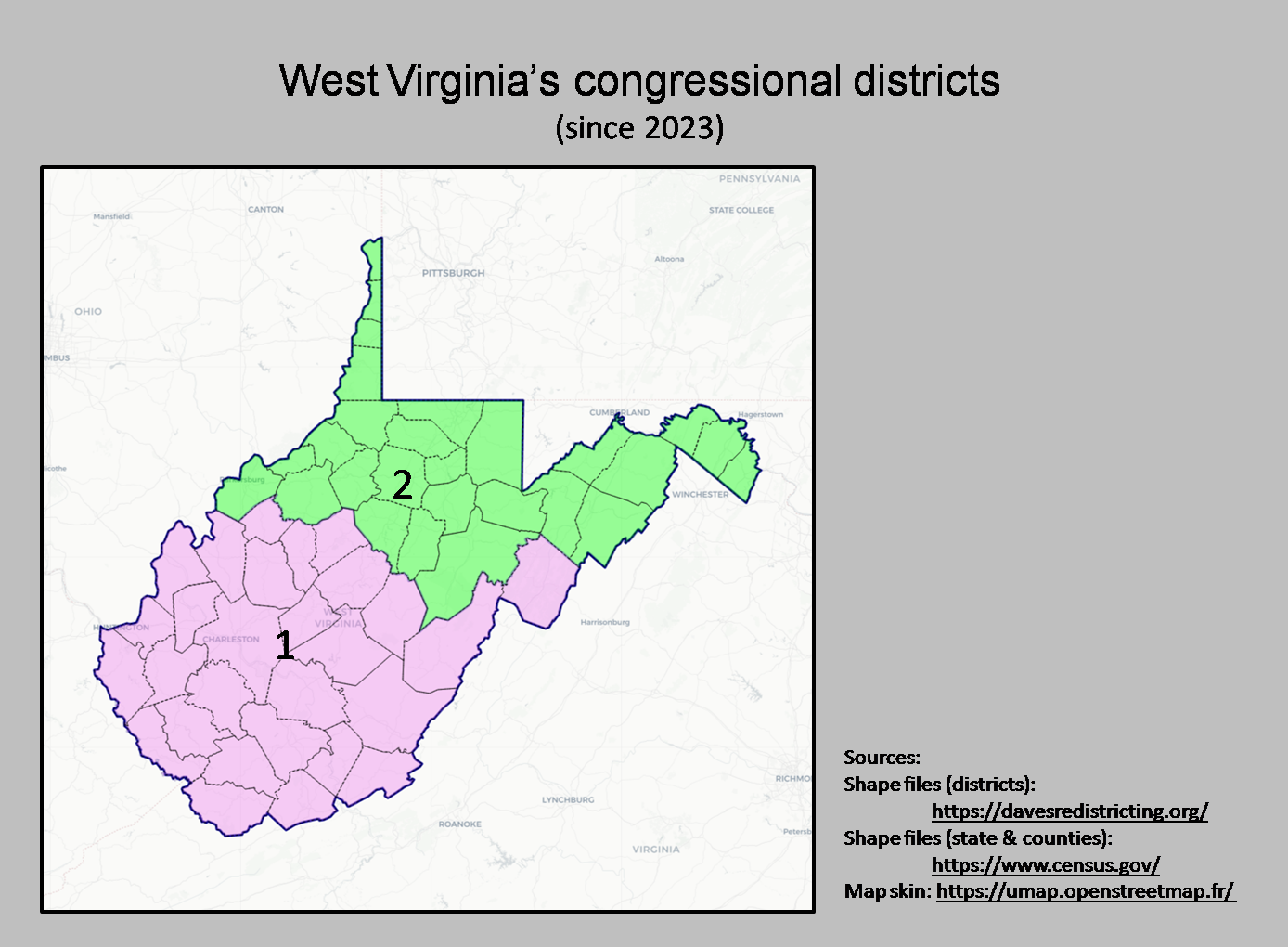
Suddivisione dei distretti dello Stato della Virginia Occidentale dal 2023

Sin dall'ammissione all'Unione come stato, avvenuta nel 1863, la Virginia Occidentale è rappresentata al Congresso degli Stati Uniti da una delegazione al Senato e alla Camera dei rappresentanti. Ogni stato elegge due senatori con mandati di sei anni, a prescindere dalla popolazione dello stato; quelli della Virginia Occidentale appartengono alle classi 1 e 2. Elegge inoltre un numero di rappresentanti alla Camera in numero proporzionale alla popolazione, ogni due anni; è attualmente rappresentato alla Camera dei rappresentanti da due delegati, eletti in distretti uninominali con il sistema first-past-the-post.
Essendo il numero dei rappresentanti proporzionale alla popolazione dello stato, la rappresentanza alla Camera è variata nel corso della storia dello stato, da un minimo di 2 ad un massimo di 6 rappresentanti. L'ultimo censimento del 2020 ha comportato la perdita di un rappresentante, portando il totale a due, che rappresenta il minimo storico per lo stato.

## Camera dei rappresentanti

### Delegati attuali
La delegazione alla camera dei rappresentanti ha un totale di 3 membri in carica tutti appartenenti al partito repubblicano.
| Distretto | Rappresentante | Partito      | CPVI | Inizio mandato | Mappa del distretto |
| --------- | -------------- | ------------ | ---- | -------------- | ------------------- |
| 1°        | Carol Miller   | Repubblicano | R+22 | 3 gennaio 2019 |                     |
| 2°        | Riley Moore    | Repubblicano | R+20 | 3 gennaio 2025 |                     |

### Delegati del passato
| Congresso              | Distretto                     | Distretto                   | Distretto                  | Distretto                  | Distretto                 | Distretto                 |
| Congresso              | 1°                            | 2°                          | 3°                         | 4°                         | 5°                        | 6°                        |
| ---------------------- | ----------------------------- | --------------------------- | -------------------------- | -------------------------- | ------------------------- | ------------------------- |
| 38° (1863–1865)        | Jacob B. Blair (U-U)          | William G.Brown Sr. (U-U)   | Kellian Whaley (U-U)       | 4°                         | 5°                        | 6°                        |
| 39° (1865–1867)        | Chester D. Hubbard (R)        | George R. Latham (U-U)      | Kellian Whaley (U-U)       | 4°                         | 5°                        | 6°                        |
| 40° (1867–1869)        | Chester D. Hubbard (R)        | Bethuel Kitchen (R)         | Daniel Polsley (R)         | 4°                         | 5°                        | 6°                        |
| 41° (1869–1871)        | Isaac H. Duval (R)            | James McGrew (R)            | John Witcher (R)           | 4°                         | 5°                        | 6°                        |
| 42° (1871–1873)        | John James Davis (D)          | James McGrew (R)            | Frank Hereford (D)         | 4°                         | 5°                        | 6°                        |
| 43° (1873–1875)        | John James Davis (D)          | John Hagans (R)             | Frank Hereford (D)         | 4°                         | 5°                        | 6°                        |
| 44° (1875–1877)        | Benjamin Wilson (D)           | Charles J. Faulkner (D)     | Frank Hereford (D)         | 4°                         | 5°                        | 6°                        |
| 45° (1877–1879)        | Benjamin Wilson (D)           | Benjamin F. Martin (D)      | John E. Kenna (D)          | 4°                         | 5°                        | 6°                        |
| 46° (1879–1881)        | Benjamin Wilson (D)           | Benjamin F. Martin (D)      | John E. Kenna (D)          | 4°                         | 5°                        | 6°                        |
| 47° (1881–1883)        | Benjamin Wilson (D)           | John B. Hoge (D)            | John E. Kenna (D)          | 4°                         | 5°                        | 6°                        |
| 48° (1883–1885)        | Nathan Goff Jr. (R)           | William Lyne Wilson (D)     | Charles P. Snyder (D)      | Eustace Gibson (D)         | 5°                        | 6°                        |
| 49° (1885–1887)        | Nathan Goff Jr. (R)           | William Lyne Wilson (D)     | Charles P. Snyder (D)      | Eustace Gibson (D)         | 5°                        | 6°                        |
| 50° (1887–1889)        | Nathan Goff Jr. (R)           | William Lyne Wilson (D)     | Charles P. Snyder (D)      | Charles E. Hogg (D)        | 5°                        | 6°                        |
| 51° (1889–1891)        | John O. Pendleton (D)         | William Lyne Wilson (D)     | John D. Alderson (D)       | James M. Jackson (D)       | 5°                        | 6°                        |
| 51° (1889–1891)        | George W. Atkinson (R)        | William Lyne Wilson (D)     | John D. Alderson (D)       | Charles Brooks Smith (R)   | 5°                        | 6°                        |
| 52° (1891–1893)        | John O. Pendleton (D)         | William Lyne Wilson (D)     | John D. Alderson (D)       | James Capehart (D)         | 5°                        | 6°                        |
| 53° (1893–1895)        | John O. Pendleton (D)         | William Lyne Wilson (D)     | John D. Alderson (D)       | James Capehart (D)         | 5°                        | 6°                        |
| 54° (1895–1897)        | Blackburn B. Dovener (R)      | Alston G. Dayton (R)        | James HallJuling (R)       | Warren Miller (R)          | 5°                        | 6°                        |
| 55° (1897–1899)        | Blackburn B. Dovener (R)      | Alston G. Dayton (R)        | Charles Dorr (R)           | Warren Miller (R)          | 5°                        | 6°                        |
| 56° (1899–1901)        | Blackburn B. Dovener (R)      | Alston G. Dayton (R)        | David Emmons Johnston (D)  | Romeo H. Freer (R)         | 5°                        | 6°                        |
| 57° (1901–1903)        | Blackburn B. Dovener (R)      | Alston G. Dayton (R)        | Joseph H. Gaines (R)       | James A. Hughes (R)        | 5°                        | 6°                        |
| 58° (1903–1905)        | Blackburn B. Dovener (R)      | Alston G. Dayton (R)        | Joseph H. Gaines (R)       | Harry C. Woodyard (R)      | James A. Hughes (R)       | 6°                        |
| 59° (1905–1907)        | Blackburn B. Dovener (R)      | Alston G. Dayton (R)        | Joseph H. Gaines (R)       | Harry C. Woodyard (R)      | James A. Hughes (R)       | 6°                        |
| Thomas Beall Davis (D) | Blackburn B. Dovener (R)      |                             | Joseph H. Gaines (R)       | Harry C. Woodyard (R)      | James A. Hughes (R)       | 6°                        |
| 60° (1907–1909)        | William Pallister Hubbard (R) | George Cookman Sturgiss (R) | Joseph H. Gaines (R)       | Harry C. Woodyard (R)      | James A. Hughes (R)       | 6°                        |
| 61° (1909–1911)        | William Pallister Hubbard (R) | George Cookman Sturgiss (R) | Joseph H. Gaines (R)       | Harry C. Woodyard (R)      | James A. Hughes (R)       | 6°                        |
| 62° (1911–1913)        | John W. Davis (D)             | William GayBrown Jr. (D)    | Adam Brown Littlepage (D)  | John M. Hamilton (D)       | James A. Hughes (R)       | 6°                        |
| 63° (1913–1915)        | John W. Davis (D)             | William GayBrown Jr. (D)    | Samuel B. Avis (R)         | Hunter Holmes Moss Jr. (R) | James A. Hughes (R)       | Howard Sutherland (R)     |
| 63° (1913–1915)        | Matthew M. Neely (D)          | William GayBrown Jr. (D)    | Samuel B. Avis (R)         | Hunter Holmes Moss Jr. (R) | James A. Hughes (R)       | Howard Sutherland (R)     |
| 64° (1915–1917)        | Adam Brown Littlepage (D)     | William GayBrown Jr. (D)    | Edward Cooper (R)          | Hunter Holmes Moss Jr. (R) |                           | Howard Sutherland (R)     |
| 64° (1915–1917)        | Adam Brown Littlepage (D)     | George MeadeBowers (R)      | Edward Cooper (R)          | Harry C. Woodyard (R)      |                           | Howard Sutherland (R)     |
| 65° (1917–1919)        | Stuart F. Reed (R)            | George MeadeBowers (R)      | Edward Cooper (R)          | Harry C. Woodyard (R)      | Adam Brown Littlepage (D) |                           |
| 66° (1919–1921)        | Stuart F. Reed (R)            | George MeadeBowers (R)      | Wells Goodykoontz (R)      | Harry C. Woodyard (R)      | Leonard S. Echols (R)     |                           |
| 67° (1921–1923)        | Stuart F. Reed (R)            | George MeadeBowers (R)      | Wells Goodykoontz (R)      | Harry C. Woodyard (R)      | Leonard S. Echols (R)     | Benjamin L.Rosenbloom (R) |
| 68° (1923–1925)        | Stuart F. Reed (R)            | Robert E.Lee Allen (D)      | George William Johnson (D) | Thomas Jefferson Lilly (D) | J. Alfred Taylor (D)      | Benjamin L.Rosenbloom (R) |
| 69° (1925–1927)        | Carl G. Bachmann (R)          | Frank Llewellyn Bowman (R)  | John M. Wolverton (R)      | Harry C. Woodyard (R)      | J. Alfred Taylor (D)      | James F. Strother (R)     |
| 70° (1927–1929)        | Carl G. Bachmann (R)          | Frank Llewellyn Bowman (R)  | William Smith O'Brien (D)  | James A. Hughes (R)        | Edward T. England (R)     | James F. Strother (R)     |
| 71° (1929–1931)        | Carl G. Bachmann (R)          | Frank Llewellyn Bowman (R)  | John M. Wolverton (R)      | James A. Hughes (R)        | Hugh Ike Shott (R)        | Joe L. Smith (D)          |
| 71° (1929–1931)        | Carl G. Bachmann (R)          | Frank Llewellyn Bowman (R)  | John M. Wolverton (R)      | Robert LynnHogg (R)        | Hugh Ike Shott (R)        | Joe L. Smith (D)          |
| 72° (1931–1933)        | Carl G. Bachmann (R)          | Frank Llewellyn Bowman (R)  | Lynn Hornor (D)            |                            | Hugh Ike Shott (R)        | Joe L. Smith (D)          |
| 73° (1933–1935)        | Robert L. Ramsay (D)          | Jennings Randolph (D)       | Lynn Hornor (D)            | George William Johnson (D) | John Kee (D)              | Joe L. Smith (D)          |
| 73° (1933–1935)        | Robert L. Ramsay (D)          | Jennings Randolph (D)       | Andrew Edminston Jr. (D)   | George William Johnson (D) | John Kee (D)              | Joe L. Smith (D)          |
| 74° (1935–1937)        | Robert L. Ramsay (D)          | Jennings Randolph (D)       |                            | George William Johnson (D) | John Kee (D)              | Joe L. Smith (D)          |
| 75° (1937–1939)        | Robert L. Ramsay (D)          | Jennings Randolph (D)       |                            | George William Johnson (D) | John Kee (D)              | Joe L. Smith (D)          |
| 76° (1939–1941)        | A. C. Schiffler (R)           | Jennings Randolph (D)       |                            | George William Johnson (D) | John Kee (D)              | Joe L. Smith (D)          |
| 77° (1941–1943)        | Robert L. Ramsay (D)          | Jennings Randolph (D)       |                            | George William Johnson (D) | John Kee (D)              | Joe L. Smith (D)          |
| 78° (1943–1945)        | A. C. Schiffler (R)           | Jennings Randolph (D)       | Edward G. Rohrbough (R)    | Hubert S. Ellis (R)        | John Kee (D)              | Joe L. Smith (D)          |
| 79° (1945–1947)        | Matthew M. Neely (D)          | Jennings Randolph (D)       | Cleveland M. Bailey (D)    | Hubert S. Ellis (R)        | John Kee (D)              | E. H. Hedrick (D)         |
| 80° (1947–1949)        | Francis J. Love (R)           | Melvin C. Snyder (R)        | Edward G. Rohrbough (R)    | Hubert S. Ellis (R)        | John Kee (D)              | E. H. Hedrick (D)         |
| 81° (1949–1951)        | Robert L. Ramsay (D)          | Harley Orrin Staggers (D)   | Cleveland M. Bailey (D)    | Maurice G. Burnside (D)    | John Kee (D)              | E. H. Hedrick (D)         |
| 82° (1951–1953)        | Robert L. Ramsay (D)          | Harley Orrin Staggers (D)   | Cleveland M. Bailey (D)    | Maurice G. Burnside (D)    | John Kee (D)              | E. H. Hedrick (D)         |
| Elizabeth Kee (D)      | Robert L. Ramsay (D)          | Harley Orrin Staggers (D)   | Cleveland M. Bailey (D)    | Maurice G. Burnside (D)    |                           | E. H. Hedrick (D)         |
| 83° (1953–1955)        | Bob Mollohan (D)              | Harley Orrin Staggers (D)   | Cleveland M. Bailey (D)    | Will E. Neal (R)           | Robert Byrd (D)           |                           |
| 84° (1955–1957)        | Bob Mollohan (D)              | Harley Orrin Staggers (D)   | Cleveland M. Bailey (D)    | Maurice G. Burnside (D)    | Robert Byrd (D)           |                           |
| 85° (1957–1959)        | Arch A. Moore Jr. (R)         | Harley Orrin Staggers (D)   | Cleveland M. Bailey (D)    | Will E. Neal (R)           | Robert Byrd (D)           |                           |
| 86° (1959–1961)        | Arch A. Moore Jr. (R)         | Harley Orrin Staggers (D)   | Cleveland M. Bailey (D)    | Ken Hechler (D)            | John M. Slack Jr. (D)     |                           |
| 87° (1961–1963)        | Arch A. Moore Jr. (R)         | Harley Orrin Staggers (D)   | Cleveland M. Bailey (D)    | Ken Hechler (D)            | John M. Slack Jr. (D)     |                           |
| 88° (1963–1965)        | Arch A. Moore Jr. (R)         | Harley Orrin Staggers (D)   | John M. Slack Jr. (D)      | Ken Hechler (D)            |                           |                           |
| 89° (1965–1967)        | Arch A. Moore Jr. (R)         | Harley Orrin Staggers (D)   | John M. Slack Jr. (D)      | Ken Hechler (D)            | James Kee (D)             |                           |
| 90° (1967–1969)        | Arch A. Moore Jr. (R)         | Harley Orrin Staggers (D)   | John M. Slack Jr. (D)      | Ken Hechler (D)            | James Kee (D)             |                           |
| 91° (1969–1971)        | Bob Mollohan (D)              | Harley Orrin Staggers (D)   | John M. Slack Jr. (D)      | Ken Hechler (D)            | James Kee (D)             |                           |
| 92° (1971–1973)        | Bob Mollohan (D)              | Harley Orrin Staggers (D)   | John M. Slack Jr. (D)      | Ken Hechler (D)            | James Kee (D)             |                           |
| 93° (1973–1975)        | Bob Mollohan (D)              | Harley Orrin Staggers (D)   | John M. Slack Jr. (D)      | Ken Hechler (D)            |                           |                           |
| 94° (1975–1977)        | Bob Mollohan (D)              | Harley Orrin Staggers (D)   | John M. Slack Jr. (D)      | Ken Hechler (D)            |                           |                           |
| 95° (1977–1979)        | Bob Mollohan (D)              | Harley Orrin Staggers (D)   | John M. Slack Jr. (D)      | Nick Rahall (D)            |                           |                           |
| 96° (1979–1981)        | Bob Mollohan (D)              | Harley Orrin Staggers (D)   | John M. Slack Jr. (D)      | Nick Rahall (D)            |                           |                           |
| John G. Hutchinson (D) | Bob Mollohan (D)              | Harley Orrin Staggers (D)   |                            | Nick Rahall (D)            |                           |                           |
| 97° (1981–1983)        | Bob Mollohan (D)              | Cleve Benedict (R)          | Mick Staton (R)            | Nick Rahall (D)            |                           |                           |
| 98° (1983–1985)        | Alan Mollohan (D)             | Harley O.Staggers Jr. (D)   | Bob Wise (D)               | Nick Rahall (D)            |                           |                           |
| 99° (1985–1987)        | Alan Mollohan (D)             | Harley O.Staggers Jr. (D)   | Bob Wise (D)               | Nick Rahall (D)            |                           |                           |
| 100° (1987–1989)       | Alan Mollohan (D)             | Harley O.Staggers Jr. (D)   | Bob Wise (D)               | Nick Rahall (D)            |                           |                           |
| 101° (1989–1991)       | Alan Mollohan (D)             | Harley O.Staggers Jr. (D)   | Bob Wise (D)               | Nick Rahall (D)            |                           |                           |
| 102° (1991–1993)       | Alan Mollohan (D)             | Harley O.Staggers Jr. (D)   | Bob Wise (D)               | Nick Rahall (D)            |                           |                           |
| 103° (1993–1995)       | Alan Mollohan (D)             | Bob Wise (D)                | Nick Rahall (D)            |                            |                           |                           |
| 104° (1995–1997)       | Alan Mollohan (D)             | Bob Wise (D)                | Nick Rahall (D)            |                            |                           |                           |
| 105º (1997–1999)       | Alan Mollohan (D)             | Bob Wise (D)                | Nick Rahall (D)            |                            |                           |                           |
| 106° (1999–2001)       | Alan Mollohan (D)             | Bob Wise (D)                | Nick Rahall (D)            |                            |                           |                           |
| 107° (2001–2003)       | Alan Mollohan (D)             | Shelley Moore Capito (R)    | Nick Rahall (D)            |                            |                           |                           |
| 108° (2003–2005)       | Alan Mollohan (D)             | Shelley Moore Capito (R)    | Nick Rahall (D)            |                            |                           |                           |
| 109° (2005–2007)       | Alan Mollohan (D)             | Shelley Moore Capito (R)    | Nick Rahall (D)            |                            |                           |                           |
| 110° (2007–2009)       | Alan Mollohan (D)             | Shelley Moore Capito (R)    | Nick Rahall (D)            |                            |                           |                           |
| 111° (2009–2011)       | Alan Mollohan (D)             | Shelley Moore Capito (R)    | Nick Rahall (D)            |                            |                           |                           |
| 112° (2011–2013)       | David McKinley (R)            | Shelley Moore Capito (R)    | Nick Rahall (D)            |                            |                           |                           |
| 113° (2013–2015)       | David McKinley (R)            | Shelley Moore Capito (R)    | Nick Rahall (D)            |                            |                           |                           |
| 114° (2015–2017)       | David McKinley (R)            | Alex Mooney (R)             | Evan Jenkins (R)           |                            |                           |                           |
| 115° (2017–2019)       | David McKinley (R)            | Alex Mooney (R)             | Evan Jenkins (R)           |                            |                           |                           |
| 116° (2019–2021)       | David McKinley (R)            | Alex Mooney (R)             | Carol Miller (R)           |                            |                           |                           |
| 117° (2021–2023)       | David McKinley (R)            | Alex Mooney (R)             | Carol Miller (R)           |                            |                           |                           |
| 118° (2021–2023)       | Carol Miller (R)              | Alex Mooney (R)             |                            |                            |                           |                           |
| 119° (2023–2025)       | Carol Miller (R)              | Riley Moore (R)             |                            |                            |                           |                           |
| Congresso              | 1°                            | 2°                          | 3°                         | 4°                         | 5°                        | 6°                        |

## Senato degli Stati Uniti d'America
| Senatore                    | Congresso              | Senatore                 |
| Classe 1                    | Congresso              | Classe 2                 |
| --------------------------- | ---------------------- | ------------------------ |
| Vacante                     | 38                     | Vacante                  |
| Peter G. Van Winkle (U-U)   | 38                     | Waitman T. Willey (U-U)  |
| Peter G. Van Winkle (U-U)   | 39                     | Waitman T. Willey (R)    |
| Peter G. Van Winkle (R)     | 40                     | Waitman T. Willey (R)    |
| Arthur I. Boreman (R)       | 41                     | Waitman T. Willey (R)    |
| Arthur I. Boreman (R)       | 42                     | Henry G. Davis (D)       |
| Arthur I. Boreman (R)       | 43                     | Henry G. Davis (D)       |
| Allen T. Caperton (D)       | 44                     | Henry G. Davis (D)       |
| Samuel Price (D)            | 44                     | Henry G. Davis (D)       |
| Frank Hereford (D)          | 44                     | Henry G. Davis (D)       |
| 45                          |                        | Henry G. Davis (D)       |
| 46                          |                        | Henry G. Davis (D)       |
| Johnson N. Camden (D)       | 47                     | Henry G. Davis (D)       |
| Johnson N. Camden (D)       | 48                     | John E. Kenna (D)        |
| Johnson N. Camden (D)       | 49                     | John E. Kenna (D)        |
| Charles J. Faulkner (D)     | 50                     | John E. Kenna (D)        |
| Charles J. Faulkner (D)     | 51                     | John E. Kenna (D)        |
| Charles J. Faulkner (D)     | 52                     | John E. Kenna (D)        |
| Charles J. Faulkner (D)     | Johnson N. Camden (D)  |                          |
| Charles J. Faulkner (D)     | 53                     |                          |
| Charles J. Faulkner (D)     | 54                     | Stephen B. Elkins (R)    |
| Charles J. Faulkner (D)     | 55                     | Stephen B. Elkins (R)    |
| Nathan B. Scott (R)         | 56                     | Stephen B. Elkins (R)    |
| Nathan B. Scott (R)         | 57                     | Stephen B. Elkins (R)    |
| Nathan B. Scott (R)         | 58                     | Stephen B. Elkins (R)    |
| Nathan B. Scott (R)         | 59                     | Stephen B. Elkins (R)    |
| Nathan B. Scott (R)         | 60                     | Stephen B. Elkins (R)    |
| Nathan B. Scott (R)         | 61                     | Stephen B. Elkins (R)    |
| Nathan B. Scott (R)         | Davis Elkins (R)       |                          |
| Nathan B. Scott (R)         | Clarence W. Watson (D) |                          |
| William E. Chilton (D)      | 62                     |                          |
| William E. Chilton (D)      | 63                     | Nathan Goff Jr. (R)      |
| William E. Chilton (D)      | 64                     | Nathan Goff Jr. (R)      |
| Howard Sutherland (R)       | 65                     | Nathan Goff Jr. (R)      |
| Howard Sutherland (R)       | 66                     | Davis Elkins (R)         |
| Howard Sutherland (R)       | 67                     | Davis Elkins (R)         |
| Matthew M. Neely (D)        | 68                     | Davis Elkins (R)         |
| Matthew M. Neely (D)        | 69                     | Guy D. Goff (R)          |
| Matthew M. Neely (D)        | 70                     | Guy D. Goff (R)          |
| Henry D. Hatfield (R)       | 71                     | Guy D. Goff (R)          |
| Henry D. Hatfield (R)       | 72                     | Matthew M. Neely (D)     |
| Henry D. Hatfield (R)       | 73                     | Matthew M. Neely (D)     |
| Rush D. Holt, Sr. (D)       | 74                     | Matthew M. Neely (D)     |
| Rush D. Holt, Sr. (D)       | 75                     | Matthew M. Neely (D)     |
| Rush D. Holt, Sr. (D)       | 76                     | Matthew M. Neely (D)     |
| Harley M. Kilgore (D)       | 77                     | Matthew M. Neely (D)     |
| Harley M. Kilgore (D)       | 77                     | Joseph Rosier (D)        |
| Harley M. Kilgore (D)       | 77                     | Hugh I. Shott (R)        |
| Harley M. Kilgore (D)       | 78                     | W. Chapman Revercomb (R) |
| Harley M. Kilgore (D)       | 79                     | W. Chapman Revercomb (R) |
| Harley M. Kilgore (D)       | 80                     | W. Chapman Revercomb (R) |
| Harley M. Kilgore (D)       | 81                     | Matthew M. Neely (D)     |
| Harley M. Kilgore (D)       | 82                     | Matthew M. Neely (D)     |
| Harley M. Kilgore (D)       | 83                     | Matthew M. Neely (D)     |
| Harley M. Kilgore (D)       | 84                     | Matthew M. Neely (D)     |
| William R. Laird III (D)    |                        | Matthew M. Neely (D)     |
| W. Chapman Revercomb (R)    |                        | Matthew M. Neely (D)     |
| 85                          |                        | Matthew M. Neely (D)     |
| John D. Hoblitzell, Jr. (R) |                        |                          |
| Robert Byrd (D)             | 86                     | Jennings Randolph (D)    |
| Robert Byrd (D)             | 87                     | Jennings Randolph (D)    |
| Robert Byrd (D)             | 88                     | Jennings Randolph (D)    |
| Robert Byrd (D)             | 89                     | Jennings Randolph (D)    |
| Robert Byrd (D)             | 90                     | Jennings Randolph (D)    |
| Robert Byrd (D)             | 91                     | Jennings Randolph (D)    |
| Robert Byrd (D)             | 92                     | Jennings Randolph (D)    |
| Robert Byrd (D)             | 93                     | Jennings Randolph (D)    |
| Robert Byrd (D)             | 94                     | Jennings Randolph (D)    |
| Robert Byrd (D)             | 95                     | Jennings Randolph (D)    |
| Robert Byrd (D)             | 96                     | Jennings Randolph (D)    |
| Robert Byrd (D)             | 97                     | Jennings Randolph (D)    |
| Robert Byrd (D)             | 98                     | Jennings Randolph (D)    |
| Robert Byrd (D)             | 99                     | Jay Rockefeller (D)      |
| Robert Byrd (D)             | 100                    | Jay Rockefeller (D)      |
| Robert Byrd (D)             | 101                    | Jay Rockefeller (D)      |
| Robert Byrd (D)             | 102                    | Jay Rockefeller (D)      |
| Robert Byrd (D)             | 103                    | Jay Rockefeller (D)      |
| Robert Byrd (D)             | 104                    | Jay Rockefeller (D)      |
| Robert Byrd (D)             | 105                    | Jay Rockefeller (D)      |
| Robert Byrd (D)             | 106                    | Jay Rockefeller (D)      |
| Robert Byrd (D)             | 107                    | Jay Rockefeller (D)      |
| Robert Byrd (D)             | 108                    | Jay Rockefeller (D)      |
| Robert Byrd (D)             | 109                    | Jay Rockefeller (D)      |
| Robert Byrd (D)             | 110                    | Jay Rockefeller (D)      |
| Robert Byrd (D)             | 111                    | Jay Rockefeller (D)      |
| Carte Goodwin (D)           |                        | Jay Rockefeller (D)      |
| Joe Manchin (D)             |                        | Jay Rockefeller (D)      |
| 112                         |                        | Jay Rockefeller (D)      |
| 113                         |                        | Jay Rockefeller (D)      |
| 114                         | Shelley M. Capito (R)  |                          |
| 115                         | Shelley M. Capito (R)  |                          |
| 116                         | Shelley M. Capito (R)  |                          |
| 117                         | Shelley M. Capito (R)  |                          |
| 118                         | Shelley M. Capito (R)  |                          |
| Jim Justice (R)             | Shelley M. Capito (R)  | 119                      |